# Pictetia aculeata
Pictetia aculeata ist eine Pflanzenart in der Familie der Hülsenfrüchtler aus der Unterfamilie der Schmetterlingsblütler aus Haiti, der Dominikanischen Republik und Puerto Rico bis auf die Jungferninseln.

## Beschreibung
Pictetia aculeata wächst als laubabwerfender, dorniger Strauch oder kleiner Baum bis zu 10 Meter hoch. Der Stammdurchmesser erreicht bis über 30 Zentimeter. Die glatte Borke ist bräunlich.
Die wechselständigen Laubblätter sind wechselnd unpaarig gefiedert mit bis zu 25 Blättchen. Die ledrigen, meist kahlen, ganzrandigen, elliptischen bis rundlichen oder verkehrt-eiförmigen, herzförmigen, eingebuchteten bis ausgerandeten und lang grannen-, dornspitzigen, kurz gestielten Blättchen sind bis 2 Zentimeter lang, sowie an der Basis leicht herzförmig. Es sind bis 1,2 Zentimeter lange, dornige Nebenblätter vorhanden.
Es werden achselständige, kurze und wenigblütige Trauben gebildet. Die zwittrigen und gestielten Schmetterlingsblüten sind gelb. Die 10 Staubblätter sind diadelphisch ausgebildet, eines ist frei. Der behaarte, längliche Fruchtknoten ist kurz gestielt.
Es werden flache, bis 3–6 Zentimeter lange, bespitzte und grünliche, nicht öffnende, leicht behaarte Hülsenfrüchte mit beständigem Kelch gebildet. Sie sind an den bis zu 6 Samen eingeschnürt.
Die Chromosomenzahl beträgt 2n = 20.

## Taxonomie
Pictetia aculeata wurde 1793 als Robinia aculeata von Martin Vahl in H.West: Bidrag til Beskrivelse over St. Croix Seite 227 erstbeschrieben. Die Art wurde 1900 von Ignatz Urban in Symbolae Antillanae: seu fundamenta florae Indiae occidentalis ... Band 2, Seite 294 als Pictetia aculeata (Vahl) Urb. in die Gattung Pictetia gestellt.

## Verwendung
Das schwere und sehr harte und sehr beständige, schöne Holz wird für einige Anwendungen genutzt. Es ist ähnlich wie jenes von Guaiacum officinale. Heutzutage sind nur geringe Mengen verfügbar, weil die größeren Exemplare in früheren Zeiten abgeholzt wurden.
Die Pflanze wird auch als Bonsai genutzt.